# Santiago Policastro
Santiago Policastro ( Buenos Aires, Argentina, 1 de septiembre de 1912 - Miami, Estados Unidos, 16 de enero de 2010 ), conocido como "Pichín", fue un barman que participó en la creación de asociaciones de bármanes en varios países de América y fue un pionero en la creación de cócteles y tragos con los que obtuvo una cantidad de premios, tanto en su natal Argentina como internacionalmente, entre ellos el prestigioso Salón de la Fama de Bármanes (Bartender Hall of Fame).

## Primeros años
Nació en la ciudad de Buenos Aires, hijo de los inmigrantes italianos Marcos Policastro y Rosa Alice; era una familia humilde, tenía otros seis hermanos y apenas terminó sus estudios primarios comenzó a trabajar ayudando a su padre a repartir leche. Uno de sus primeros trabajos fue en la cafetería Havanna de Mar del Plata, en la cual logró aumentar los ingresos a base de tragos y bebidas alcohólicas eliminando el café del menú. Fue aprendiendo de su propia mano la elaboración de cócteles y adquirió así fama local.

## Actividad profesional
En la década de 1950 su trato cordial, su personalidad amable y fina le granjearon el apodo de 'El Barman Galante', mote que lo acompañaría el resto de su vida y que se convertiría en una referencia estética a la imagen del barman; por entonces Pichín era dueño de tres bares -dos en Buenos Aires y uno en Mar del Plata- y se había posicionado como el portavoz del gremio de bármanes en Argentina.
En 1954, Pichín fue a competir a Berna, Suiza, en el campeonato mundial de la IBA, que había sido fundada en Inglaterra en 1951, conformada por 8 miembros. Pichín ganó el primer premio, el Oso de Berna, con su cóctel "El Pato" -bautizado de este modo por el deporte nacional argentino- hecho con gin, vermú seco, Campari, Cointreau y un toque de Kirsch que se convirtió en un clásico nacional que continuó siendo consumido en Argentina y en bares de todo el mundo. En 1956, representando a la Asociación Mutual de Barmen y Afines de la República de Argentina (AMBA) y a la Asociación Uruguaya de Barmen (AUDEB), logró incluir a ambas asociaciones a la IBA que solo contaba con integrantes europeos, proporcionando más alcance a Latinoamérica en la industria de licores y asociaciones internacionales de bármanes.

## La exposición flotante
A su regreso de obtener su premio en Berna, el entonces presidente Juan Domingo Perón convocó a Policastro y le propuso promocionar los productos locales en mercados internacionales como ya lo venían haciendo otros países, mediante un barco y fue así que el gobierno puso a su disposición el buque de la FANU Río de la Plata. Policastro viajó a Mendoza, San Juan y otras zonas del país y logró interesar a bodegueros -particularmente a Francisco Gabrielli, dueño de la bodega Tupungato- para que participaran de la exposición, se cargó el barco con multiplicidad de bebidas nacionales y se realizó una gira de 22 días por distintas ciudades de Brasil y el Caribe hasta finalizar en Miami en los Estados Unidos. La promoción fue un éxito e incrementó la venta de esos products en el exterior. De la gira se recuerda cuando preparó un cóctel para importantes funcionarios rusos, que era perfectamente rojo.

## Autoexilio
Perón fue derrocado en septiembre de 1955 y Pichín comenzó a tener dificultades cuando fue señalado como peronista por los que habían dado el golpe de Estado, por lo que fue forzado a autoexiliarse dejando en manos de uno de sus hermanos los negocios que tenía en su patria. Su primera opción para acogerse fueron los Estados Unidos donde contaba con una oferta de trabajo en un hotel 5 Estrellas, pero producto de una reunión fortuita con el presidente de la ronera Venezolana Pampero cambió de horizonte, aceptó la contratación que le ofreció.Maglione, Alejandro. «"Pichín": otra víctima de la persecución política». Archivado desde el original el 30 de julio de 2017. Consultado el 30 de julio de 2017.Comenzó como barman, siguió como vendedor, después mayorista, gerente de ventas para Caracas, gerente regional, gerente de promociones, gerente de marketing y, finalmente, director de la ronera venezolana, que vendía 3 millones de cajas al año.
En 1978 decidió radicarse en Miami, donde abrió LAICA Inc., empresa propia pero ligada a la ronera, con la que empezó con presentaciones y degustaciones, se asoció para la distribución nacional con el Grupo Campari y desde Estados Unidos exportaba a Japón, Italia y España hasta que Pampero fue comprada por United Distillers (hoy Diageo). A los 75 años se jubiló en los Estados Unidos pero permaneció participando en sinfín de eventos relacionados con la coctelería y la industria de las bebidas hasta sus últimos días.

## Labor comunitaria
Policastro participó en la creación de la AMBA y de entidades similares en Uruguay (AUDEB), Venezuela (AVB), Puerto Rico, República Dominicana, Cuba, Perú y otras. 
Fue el representante latinoamericano del gremio y colaborador de la Asociación Internacional de Bármanes (I.B.A. por sus siglas en inglés).
En 1955 publicó el libro Tragos Mágicos, en el que además de las fórmulas de combinados y de las opiniones de personajes famosos, incluyó un decálogo del buen barman.